# 洛科乔
洛科乔，是匈牙利绍莫吉州所辖的一个村。总面积25.32平方公里，总人口577，人口密度22.8人/平方公里（2011年1月1日）。